# ヴィッラ・カステッリ
ヴィッラ・カステッリ（イタリア語: Villa Castelli）は、イタリア共和国プッリャ州ブリンディジ県にある、人口約9,300人の基礎自治体（コムーネ）。

## 地理

### 位置・広がり

#### 隣接コムーネ
隣接するコムーネは以下の通り。括弧内のTAはターラント県所属を示す。
- チェーリエ・メッサーピカ
- フランカヴィッラ・フォンターナ
- グロッターリエ (TA)
- マルティーナ・フランカ (TA)
- ターラント (TA)

## 行政

### 分離集落
ヴィッラ・カステッリには、以下の分離集落（フラツィオーネ）がある。
- Monte Scotano, Pezza Petrosa, Antoglia, Battaglia, Sciaiani, Monte Fellone, San Barbato Lamie